# Louis Leakey
Louis Seymour Bazett Leakey (7 d'agost de 1903-1 d'octubre de 1972) va ser un antropòleg i paleontòleg que va investigar sobre l'evolució humana juntament amb la seva dona, Mary Leakey. Va descobrir diversos fòssils a Kenya (especialment d'Homo habilis i va estudiar la conducta dels primats per estudiar l'inici de la humanitat. També va donar nom al període olduvaià, que va caracteritzar per primer cop. Pels seus treballs sobre el terreny, va descriure els costums dels kikuyu.